# Прая-Норті
Прая-Норті (порт. Praia Norte) — муніципалітет в Бразилії, входить в штат Токантінс. Складова частина мезорегіону Західний Токантінс. Входить в економіко-статистичний мікрорегіон Бику-ду-Папагаю. Населення становить 7 659 осіб на 2010 рік. Займає площу 289,054 км². Щільність населення — 26,50 ос./км².

## Демографія
Згідно з відомостями, зібраними в ході перепису 2010 Національними інститутом географії та статистики (IBGE), населення муніципалітету становить:
| Повне населення                                 | Повне населення                                 | Повне населення                                 | Повне населення                                 | 7 659 |
| ----------------------------------------------- | ----------------------------------------------- | ----------------------------------------------- | ----------------------------------------------- | ----- |
| в тому числі:                                   | Міське населення                                | 4 468                                           | Відсоток міського населення, %                  | 58,34 |
|                                                 | Сільське населення                              | 3 191                                           | Відсоток сільського населення, %                | 41,66 |
|                                                 | Чоловіче населення                              | 3 897                                           | Відсоток чоловічого населення, %                | 50,88 |
|                                                 | Жіноче населення                                | 3 762                                           | Відсоток жіночого населення, %                  | 49,12 |
| Щільність населення, ос/км²                     | Щільність населення, ос/км²                     | Щільність населення, ос/км²                     | Щільність населення, ос/км²                     | 26,50 |
| Населення муніципалітету в % до населення штату | Населення муніципалітету в % до населення штату | Населення муніципалітету в % до населення штату | Населення муніципалітету в % до населення штату | 0,55  |

За даними оцінки 2016 року населення муніципалітету становить 8 229 жителів.

## Населені пункти
| №  | Населений пункт      | Населений пункт (порт.) | Категорія | Населення ос. (2010) | На карті                                                              |
| -- | -------------------- | ----------------------- | --------- | -------------------- | --------------------------------------------------------------------- |
| 1  | Прая-Норті           | Praia Norte             | місто     | 4468                 | 5°23′51″ пд. ш. 47°48′42″ зх. д. / 5.397608° пд. ш. 47.81169° зх. д.  |
| 2  | Сан-Феліс            | São Félix               | селище    | 513                  | 5°26′50″ пд. ш. 47°47′18″ зх. д. / 5.447252° пд. ш. 47.788323° зх. д. |
| 3  | Камаран              | Camarão                 | селище    | 340                  | 5°26′30″ пд. ш. 47°42′44″ зх. д. / 5.441544° пд. ш. 47.712119° зх. д. |
| 4  | Жоверландія          | Joverlândia             | селище    | 316                  | 5°30′37″ пд. ш. 47°44′23″ зх. д. / 5.510188° пд. ш. 47.739817° зх. д. |
| 5  | Бурітіс              | Buritis                 | селище    | 304                  | 5°34′13″ пд. ш. 47°51′00″ зх. д. / 5.570256° пд. ш. 47.850024° зх. д. |
| 6  | Сентру-ду-Бразілінус | Centro dos Brasilinos   | селище    | 287                  | 5°27′42″ пд. ш. 47°43′51″ зх. д. / 5.461794° пд. ш. 47.730895° зх. д. |
| 7  | Сентру-ду-Моасир     | Centro do Moacir        | селище    | 240                  | 5°28′46″ пд. ш. 47°47′34″ зх. д. / 5.479473° пд. ш. 47.792908° зх. д. |
| 8  | Фолья-Сека           | Folha Seca              | селище    | 235                  | 5°30′05″ пд. ш. 47°43′55″ зх. д. / 5.501441° пд. ш. 47.731818° зх. д. |
| 9  | Агровит-Прая-Норті   | Agrovila Praia Norte    | селище    | 185                  | 5°23′57″ пд. ш. 47°47′59″ зх. д. / 5.39906° пд. ш. 47.799759° зх. д.  |
| 10 | Лагу-Верді           | Lago Verde              | селище    | 128                  | 5°31′13″ пд. ш. 47°49′20″ зх. д. / 5.520333° пд. ш. 47.822166° зх. д. |
| 11 | Боа-Есперанса        | Boa Esperança           | селище    | 99                   | 5°29′32″ пд. ш. 47°49′14″ зх. д. / 5.492097° пд. ш. 47.820471° зх. д. |
| 12 | Жибоя                | Jiboia                  | селище    | 67                   | 5°27′37″ пд. ш. 47°45′03″ зх. д. / 5.460233° пд. ш. 47.750857° зх. д. |

## Статистика
- Валовий внутрішній продукт на 2003 становить 7 642 102,00 реалів (дані: Бразильський інститут географії і статистики).
- Валовий внутрішній продукт на душу населення на 2003 становить 989,01  реалів (дані: Бразильський інститут географії і статистики).
- Індекс людського розвитку на 2000 становить 0,579 (дані: Програма розвитку ООН).